# Gallipoli (miasto w Turcji)
Gallipoli (tur. Gelibolu) − miasto w Turcji w prowincji Çanakkale, na półwyspie Gallipoli. W 2000 roku mieszkało tu ok. 25 tys. osób.

## Historia
- 2 marca 1354 − miasto zostaje zniszczone przez trzęsienie ziemi[1] i opuszczone przez mieszkańców. Następnie zajęte i odbudowane przez Turków Osmańskich.